# Saint-Léger-lès-Domart
Saint-Léger-lès-Domart – miejscowość i gmina we Francji, w regionie Hauts-de-France, w departamencie Somma.
Według danych na rok 1990 gminę zamieszkiwało 1716 osób, a gęstość zaludnienia wynosiła 243 osoby/km² (wśród 2293 gmin Pikardii Saint-Léger-lès-Domart plasuje się na 160. miejscu pod względem liczby ludności, natomiast pod względem powierzchni na miejscu 687.).